# Sipunculus phalloides
Sipunculus phalloides är en stjärnmaskart som först beskrevs av Peter Simon Pallas 1774.  Sipunculus phalloides ingår i släktet Sipunculus och familjen Sipunculidae.

## Underarter
Arten delas in i följande underarter:
- S. p. inclusus
- S. p. phalloides